# Simone Cameron
Simone Cameron (født 1987) er en dansk sanger. Hun er er datter af Debbie Cameron og barnebarn af afdøde Etta Cameron.
Simone Cameron blev medlem af gruppen Sukkerchok d. 3. september 2010 efter gruppens medvirken i Go' morgen Danmark, hvor de søgte et tredje medlem efter Tina Inez G. Granda havde forladt gruppen. Simone vandt i den afsluttende finale over 2 andre piger, ud af et deltagerfelt på 50.